# Appiglio
L'appiglio è una sporgenza o un incavo della parete che l' arrampicatore o l'alpinista può usare per la progressione, in particolare si definisce appiglio una asperità che permette l'uso degli arti superiori per trazione o spinta.

## Descrizione
Si parla di trazione quando si esercita una presa sulla roccia usando la mano o una parte di essa (uno o più dita) e di spinta quando si esercita una pressione perpendicolare (o quasi) alla superficie rocciosa sfruttando l'attrito mano-roccia.
Esistono una varietà di appigli che possono essere classificati nel seguente modo:
- Per orientamento:
  - orizzontale
  - verticale
  - rovescio
  - inclinato verso l'alto
- Per forma:
  - marcato
  - poco marcato
  - arrotondato
  - a colonnetta

Possono essere considerati assieme agli appigli anche gli incastri ovvero quando in una fessura nella roccia si inserisce una mano, una parte di essa (una o più dita), il pugno chiuso o il braccio allo scopo di creare un punto di trazione o spinta.
Lo stesso appiglio può essere usato con il piede, e in tal caso diventa appoggio.